# Allyson Brown
Allyson Brown (nascida em 1984 ou 1985, algumas vezes creditada como Allyson Ava-Brown) é uma cantora e atriz britânica. É mais conhecida por interpretar Beatrice em Bear Behaving Badly. Allyson Brown também apareceu em Secret Diary of a Call Girl, Sea of Souls, Holby City e Earth 2.